# 丙帕酯
丙帕酯（开发代码R7464）是一种依托咪酯类麻醉藥，分子式C15H18N2O2，可用于鱼类。
它在2024年作为新型精神活性物质（NPS）在中国和新加坡被发现，并于同年在中国受到管制。2025年在台湾被管制。